# 乔治·利沃维奇·卡托瓦
乔治·利沃维奇·卡托瓦（羅馬化：Georgi Lvovich Catoire；1861年4月27日—1926年5月21日），法国血统的俄罗斯作曲家，音乐教育家。年轻时曾在柏林学习，后来结识柴可夫斯基，决定从事音乐创作。后曾任莫斯科音乐学院教授。他是俄罗斯作曲家中少有的瓦格纳主义者，但却不以写作管弦乐和歌剧见长。其作品一般有复杂的形式和丰富的和声色彩。

## 外部連結
- 互联网档案馆中乔治·利沃维奇·卡托瓦的作品或与之相关的作品
- 乔治·利沃维奇·卡托瓦的免费乐谱，由国际乐谱典藏计划提供